# Palazzo Ischitella
Il Palazzo Ischitella è un edificio di valore storico e architettonico di Napoli ubicato sulla Riviera di Chiaia, nell'omonimo quartiere.
È un raro esempio di edificio di fondazione nobiliare della città (insieme al Palazzo Barretta) con tre portali nel suo prospetto principale.
Nonostante l'adattamento a condominio, conserva ancora affreschi, stucchi, arredi ed elementi decorativi del XVIII secolo e del XIX secolo in molte sale.

## Storia
Il palazzo fu commissionato negli anni '20 del XVII secolo dal magistrato spagnolo Matías de Casanate y Espés (Saragozza, ca. 1580– Napoli 1651; anche noto in italiano come Mattia Casanate o Casanatte), luogotenente della Regia Camera della Sommaria e prefetto dell'annona. Nel 1647 il palazzo venne gravemente danneggiato dai rivoluzionari capeggiati da Masaniello. In seguito passò prima al primogenito di Mattia, Giovanni e poi, morto quest'ultimo senza discendenza, al fratello minore, il cardinale Girolamo. Messo in vendita da quest'ultimo, impegnato a Roma in vari incarichi, venne acquistato dalla famiglia Pinto.

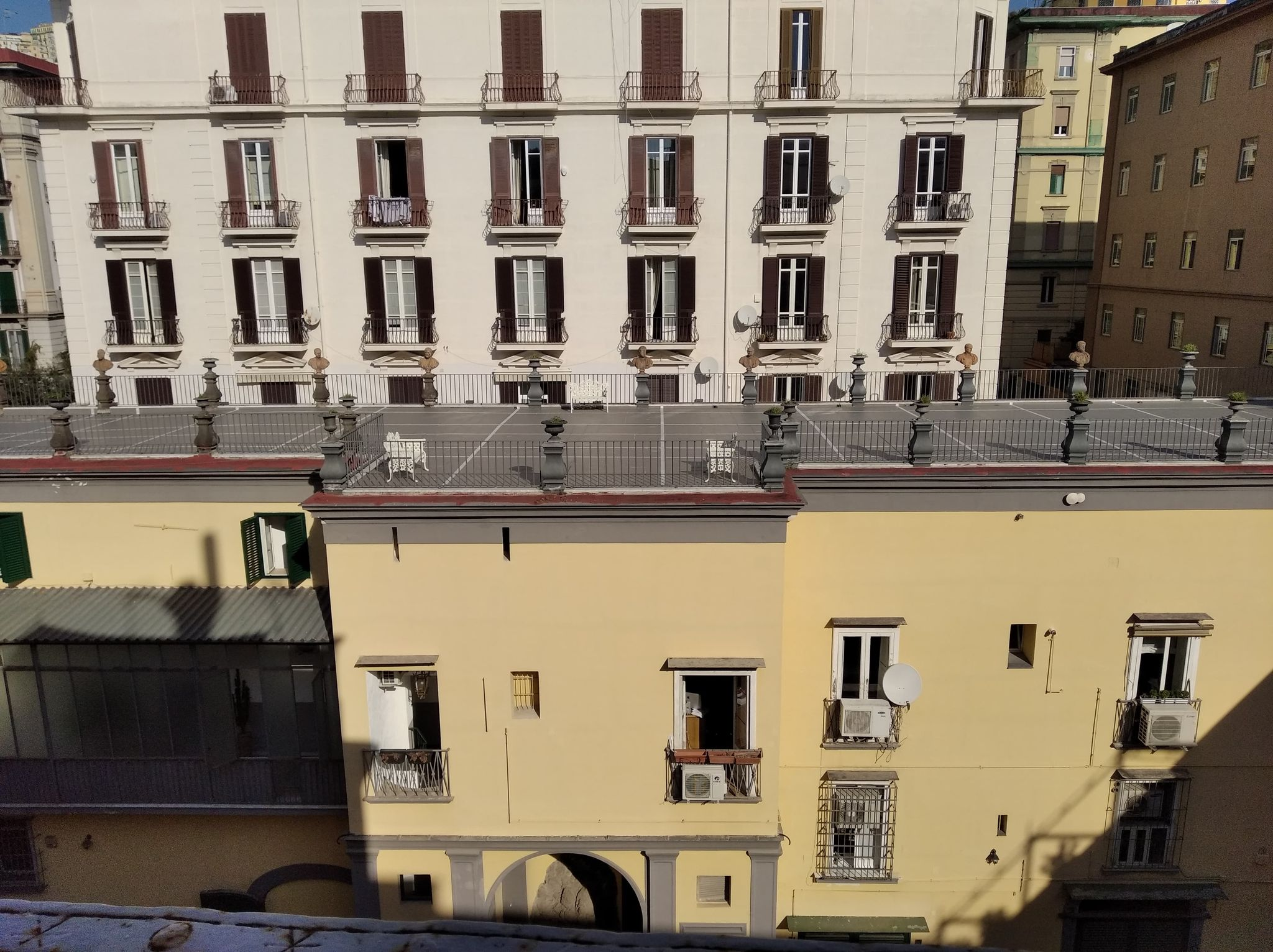
Il terrazzo posteriore ornato da antichi busti

Un'altra fonte contraddice questa ricostruzione, menzionando come l'edificio venisse acquistato già nel 1647 e direttamente dal suo primo proprietario Matías de Casanate da parte di Luis Freitas Pinto (1592-1672) per la somma di 9000 ducati. Luis Freitas Pinto era un ricchissimo banchiere e mercante appartenente ad una famiglia di origini portoghesi di cristãos-novos, giunto a Napoli verso la fine degli anni '30 del Seicento. Il figlio Emanuele acquistò dalla famiglia Turbolo i feudi di Ischitella e Peschici, ottenendo nel 1681 il titolo di principe di Ischitella (da cui proviene il nome del palazzo). Lui e i suoi discendenti, Luigi Emanuele (1667-1704) e Francesco Emanuele (1697-1767), profusero grandi somme nel fastoso rifacimento del palazzo.
Documenti di pagamento del 1700 (raccolti in anni recenti dallo studioso Aldo Pinto) attestano di lavori decorativi realizzati da importanti artisti locali come Giacomo del Pò, Giuseppe Simonelli e Lorenzo Vaccaro (che realizzò delle statue in stucco da collocare nel giardino); mentre successivi documenti del 1715 ci informano sul fatto che Ferdinando Sanfelice guidò una squadra di pittori "ornamentisti" e stuccatori, composta da Tommaso Alfano, Gennaro Cioffi e Costantino D'Adamo, per ulteriori aggiunte decorative. Alcuni decenni dopo fu Pietro Bardellino a eseguire ulteriori opere (in una sala del piano nobile vi è una volta affrescata,  ritraente "Diana ed Endimione", che gli può essere attribuita con convinzione).
Un evento storico che testimonia lo stato di splendore raggiunto dal palazzo negli anni a cavallo tra il XVII secolo e il XVIII secolo fu lo sfarzoso ricevimento con cui venne accolto il re Filippo V di Spagna in seguito al suo sbarco a Napoli nella primavera del 1702. Nel periodo vicereale austriaco il palazzo assurse a grande fama per la collezione di presepi, ivi raccolta dal principe Francesco Emanuele Pinto y Mendoza (1697-1767).
Nella prima metà del XIX secolo sotto la proprietà del principe Francesco Emanuele Pinto y Mendoza (1788-1875), militare e uomo politico, ministro della guerra negli ultimi anni del Regno delle Due Sicilie, si ebbero
ulteriori ampliamenti e modifiche, consistenti soprattutto nella costruzione dell'intero terzo piano.
Nel 1860, con l'entrata di Garibaldi in città, il principe si autoesiliò in Francia. Parte del palazzo venne occupato dal Grand Hôtel d'Angleterre. I bombardamenti subiti dalla città nel 1943 gli inflissero danni di non grave entità.
Gli interni del palazzo sono stati usati come ambientazione per alcune scene del film Martin Eden di Pietro Marcello (2019).